# 富尔泰
39°33′48″N 8°56′42″E / 39.5633625°N 8.945069300000002°E
富尔泰（義大利語：Furtei），是意大利撒丁大区南撒丁省的一个市镇。总面积26.12平方公里，人口1677人，人口密度64.2人/平方公里（2009年）。ISTAT代码为106004。